# Diego Cattani
Diego Cattani (Milano, 9 settembre 1971) è un ex pattinatore di short track italiano.

## Carriera
Ai XVII Giochi olimpici invernali di Lillehammer Cattani fu riserva della squadra italiana dello short track vincitrice della medaglia d'oro nella staffetta.  
Fu campione del mondo nella competizione di squadra a Budapest nel 1993. Inoltre conquistò una medaglia d'argento nella staffetta nel 1993 e una medaglia di bronzo nel 1994 nella competizione a squadre.
Alle Olimpiadi invernali 2002 fu commentatore tecnico dello short track per Rai Sport.

## Vita privata
È sposato con Barbara Fusar Poli, ex campionessa del mondo nella danza.